# Cricqueville-en-Bessin
Cricqueville-en-Bessin är en kommun i departementet Calvados i regionen Normandie i norra Frankrike. Kommunen ligger i kantonen Isigny-sur-Mer som ligger i arrondissementet Bayeux. År 2022 hade Cricqueville-en-Bessin 170 invånare.

## Befolkningsutveckling
Antalet invånare i kommunen Cricqueville-en-Bessin
Referens: INSEE